# Sesbania concolor
Sesbania concolor är en ärtväxtart som beskrevs av Jan Bevington Gillett. Sesbania concolor ingår i släktet Sesbania och familjen ärtväxter. IUCN kategoriserar arten globalt som otillräckligt studerad. Inga underarter finns listade i Catalogue of Life.